# Amar Benikhlef
Amar Benikhlef, né le 11 janvier 1982 à Alger, est un judoka algérien évoluant dans la catégorie des moins de 90 kg (poids moyens).
Triple champion d'Afrique en 2004, 2008 et 2010 médaillé d'argent aux Jeux panafricains en 2007, Benikhlef remporte la médaille d'argent aux Jeux olympiques d'été de 2008 organisés à Pékin. Lors de ce tournoi olympique, l'Algérien n'est battu qu'en finale par le champion du monde en titre, le Géorgien Irakli Tsirekidze.

## Palmarès

### Compétitions internationales
| Année | Compétition            | Lieu       | Résultat | Catégorie       |
| ----- | ---------------------- | ---------- | -------- | --------------- |
| 2003  | Jeux africains         | Abuja      | 1er      | Moins de 81 kg  |
| 2004  | Championnats d'Afrique | Tunis      | 1er      | Moins de 81 kg  |
| 2006  | Championnats d'Afrique | Port-Louis | 3e       | Moins de 90 kg  |
| 2007  | Jeux africains         | Alger      | 2e       | Moins de 90 kg  |
| 2008  | Championnats d'Afrique | Agadir     | 1er      | Moins de 90 kg  |
| 2008  | Jeux olympiques        | Pékin      | 2e       | Moins de 90 kg  |
| 2009  | Jeux méditerranéens    | Pescara    | 3e       | Moins de 100 kg |
| 2010  | Championnats d'Afrique | Yaoundé    | 1er      | Moins de 90 kg  |
| 2011  | Championnats d'Afrique | Dakar      | 1er      | Moins de 90 kg  |
| 2012  | Championnats d'Afrique | Agadir     | 3e       | Moins de 90 kg  |
| 2013  | Championnats d'Afrique | Maputo     | 3e       | Moins de 90 kg  |

### Tournois Grand Chelem et Grand Prix
| Année | Compétition         | Lieu  | Résultat | Catégorie      |
| ----- | ------------------- | ----- | -------- | -------------- |
| 2010  | Grand Slam de Paris | Paris | 3e       | Moins de 90 kg |